# Brax (Lot-et-Garonne)
Brax is een gemeente in het Franse departement Lot-et-Garonne (regio Nouvelle-Aquitaine). De plaats maakt deel uit van het arrondissement Agen. Brax telde op 1 januari 2022 2.103 inwoners.

## Geografie
De oppervlakte van Brax bedroeg op 1 januari 2022 8,8 vierkante kilometer; de bevolkingsdichtheid was toen 239 inwoners per km². De gemeente ligt op de linkeroever van de Garonne en het Canal de Garonne loopt door de gemeente.

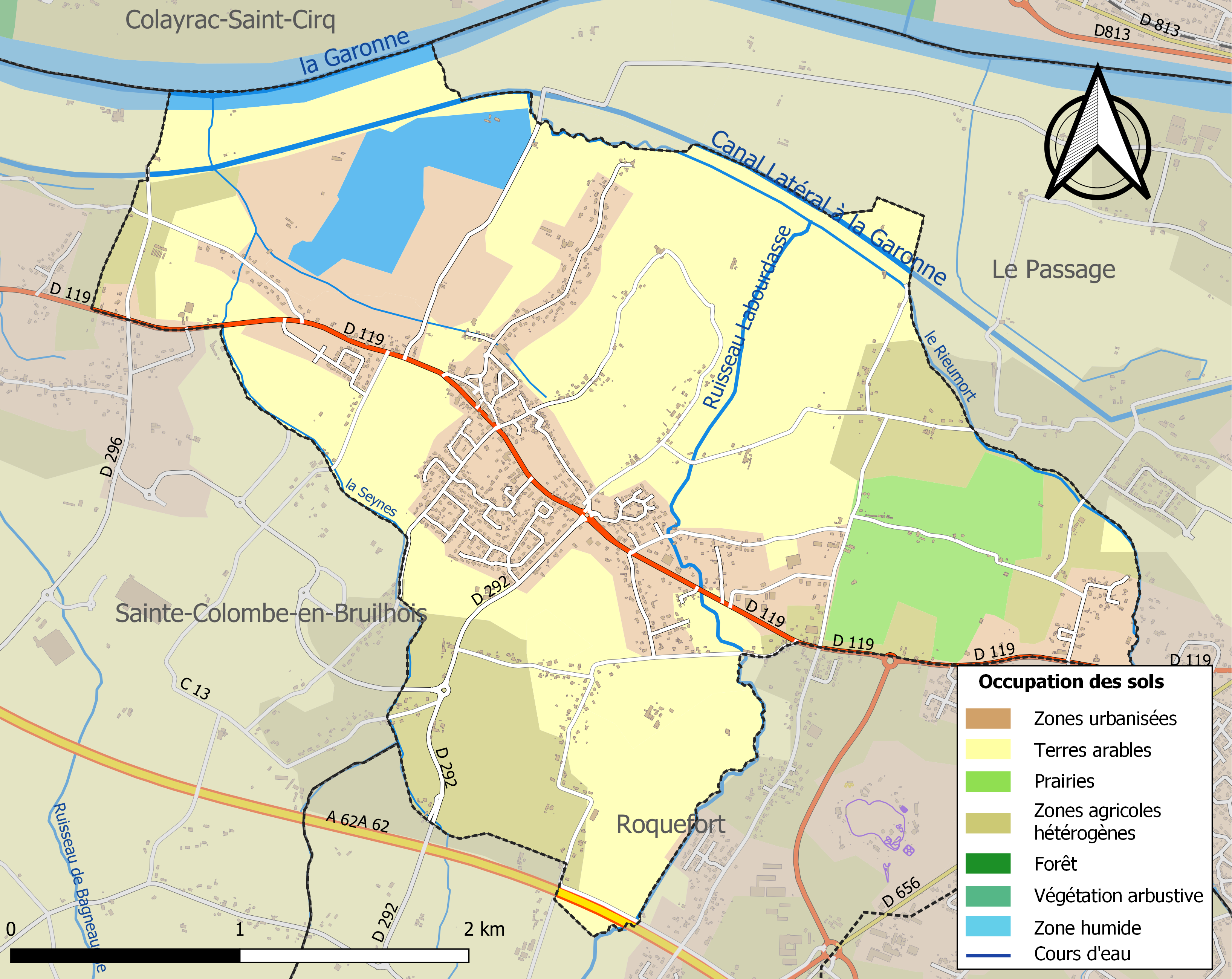
Kaart van de gemeente met de belangrijkste infrastructuur, bodemgebruik en omliggende gemeenten

## Demografie
Onderstaande figuur toont het verloop van het inwonertal (bron: INSEE-tellingen).